# Ferdinand Kaineder
Ferdinand Kaineder (* 1957 in Kirchschlag bei Linz) ist ein österreichischer Theologe, Kommunikationscoach und Autor. Von 2000 bis zu seiner unvermittelten Abberufung 2009 durch Bischof Ludwig Schwarz war er Pressesprecher und Kommunikationsleiter der Diözese Linz. Seit 2021 ist er Präsident der Katholischen Aktion Österreich.

## Leben und Wirken
Ferdinand Kaineder wurde als zweiter von vier Söhnen des Landwirtes und Bürgermeisters Josef Kaineder und dessen Frau Rosa Kaineder geboren. Er besuchte die Volksschule in Kirchschlag, die Hauptschule bei den Florianer Sängerknaben und legte 1975 am Gymnasium Kollegium Petrinum in Linz die Maturaprüfung ab. In Linz und Innsbruck absolvierte er das Studium der Theologie mit Sponsion zum Magister der Theologie an der Privatuniversität Linz im Jahr 1981. Seine Diplomarbeit unter dem Titel Zur Entwicklung der politischen Theologie eines Johann Babtist Metz wurde von Johannes Singer begutachtet.
Von 1982 bis 1992 war er Pastoralassistent in der Dompfarre Linz, ab 1989 Ausbildungsleiter für Theologiestudierende in der Diözese Linz. 1998 wurde er Internetbeauftragter der Diözese Linz. Er absolvierte eine Ausbildung zum „Team- und Einzelcoach für Führungskräfte“ und wurde im Jahr 2000 zum Leiter des Kommunikationsbüros der Diözese ernannt. Diese Funktion hatte er bis 2009 inne. 2010 war er Leiter der Citypastoral und verantwortete die Koordination der Pfarren in der Region Linz. Im Jahr 2011 war er Geschäftsführer der Academia Superior – Gesellschaft für Zukunftsforschung in Linz.
Von 2012 bis 2019 war Kaineder Leiter des Medienbüros sowie Mediensprecher der Ordensgemeinschaften Österreich. Seit 2019 ist er als Kommunikationslotse, Medienexperte und Coach selbstständig tätig.
Kaineder ist seit 1981 verheiratet, das Ehepaar hat drei Kinder.

## Ehrenamtliche Tätigkeiten
Kaineder wirkte von 2002 bis 2012 als Obmann des Pfarrgemeinderates der Pfarre St. Anna in Kirchschlag und war in der dortigen Seelsorge tätig. Im September 2021 wurde er zum Präsidenten der Katholischen Aktion Österreich (KAÖ) gewählt und im November 2021 von der Österreichischen Bischofskonferenz bestätigt. In dieser Funktion kritisierte Kaineder in einer offiziellen Stellungnahme die strafrechtlichen Ermittlungen der Staatsanwaltschaft Wien gegen 52 Aktivisten der Bewegung die Letzte Generation als „absolut unerträglich“.

## Opposition zum Vatikan
Im Juni 2009 wurde Kaineder als Pressesprecher und Kommunikationsleiter der Diözese Linz durch Bischof Ludwig Schwarz unvermittelt abberufen, nachdem bekannt wurde, dass er und sein Kommunikationsbüro mit Geldern des Kirchenbeitrags eine CD-Card an 15.000 junge oberösterreichische Katholiken verschickten, worin der katholischen Sexualmoral klar widersprochen wird. Eine Laieninitiative nahm die umstrittene Jugend-CD zum Anlass, zum Boykott der Kirchenbeitragszahlung aufzurufen und den Rücktritt Kaineders zu fordern, zumal sein Kommunikationsbüro auch für den Inhalt der CD mitverantwortlich war. Nach mehrtägigen Gesprächen entschloss sich Bischof Schwarz dem Ansinnen der Laieninitiative nachzukommen und Kaineder abzuberufen, der dies als eine „Diffamierungskampagne“ gegen seine Person wertete.
In den Folgejahren widersprach Kaineder der Glaubenskongregation des Vatikans in Interviews mit weltlichen Medien und forderte unter anderem die Abschaffung des Zölibats, das Priesteramt für verheiratete Männer und Frauen. Den Synodalen Prozess kommentierte er im Vorfeld als Weg für „Verfassungsänderungen“ innerhalb der katholischen Kirche.

## Veröffentlichungen
- Mein Weg nach Assisi. Edition Heimat, 2009, ISBN 978-3-902427-74-8; 2. Auflage 2010 (vergriffen).
- Anpacken nicht einpacken. Für Gemeinschaft, die begeistert. Herder Verlag, 2020, ISBN 978-3-451-38838-5.